# Arosa
Arosa är en ort och kommun i regionen Plessur i kantonen Graubünden, Schweiz. Kommunen har 3 143 invånare (2023).. Den omfattar större delen av  Schanfiggdalen, i vars innersta del samhället Arosa, kommunens huvudort, ligger. 
Kommunen fick sin nuvarande omfattning 2013, då kommunerna Calfreisen, Castiel, Langwies, Lüen, Molinis, Peist och Sankt Peter-Pagig lades ihop med Arosa, som dittills endast omfattat orten Arosa med närmaste omgivning.

## Orten Arosa

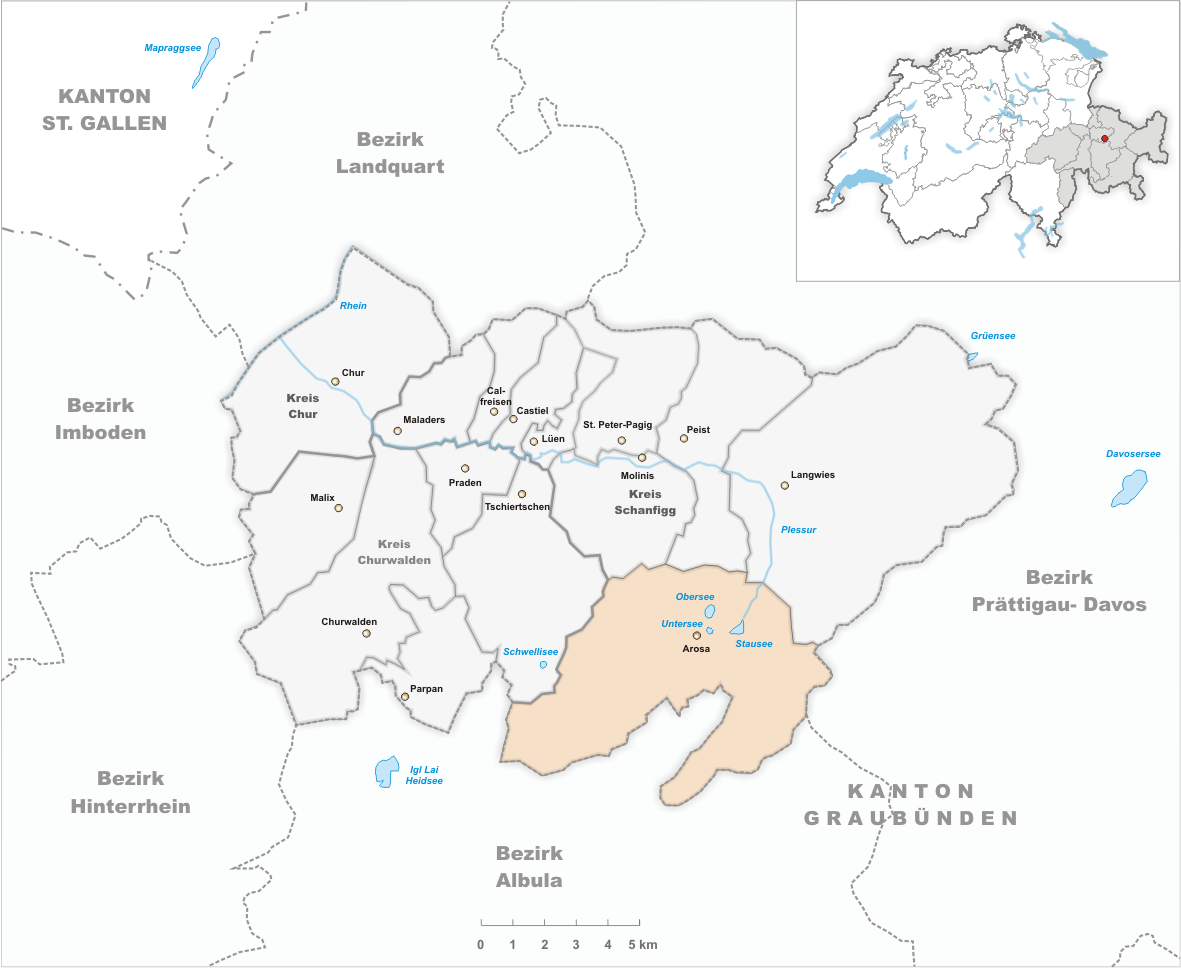
Arosas gränser före 2013

Arosa hade före kommunsammanslagningen 2 199 invånare (2012).

### Historia
En av rätoromaner bebodd gård är nämnd 1222. I början av 1300-talet började tyskspråkiga walser flytta in från Davos, varvid det rätoromanska språket trängdes undan. Arosa hörde administrativt till Davos ända fram till 1851, då det bildade en egen kommun. Kommunikationerna till Davos var bättre än till Chur, fram till slutet av 1800-talet, då vägnätet i Schanfigg byggdes ut. 1914 öppnades också järnvägslinjen Arosa-Chur.
Befolkningen i Arosa hade under 1800-talet minskat till drygt 50 personer, och det var den minsta kommunen i hela Schanfigg. Detta förändrades drastiskt när turismen började växa på orten på 1870-talet, och Arosa lanserades som kurort av den tyske läkaren Otto Herwig, som 1888 öppnade ett sanatorium. 1900 hade invånarantalet stigit till 1 070.

### Vintersport
Samhället Arosa är en känd skidort, och turism är den helt dominerande näringskällan. 1938 togs den första skidliften i bruk och 1956 invigdes en linbana till Weisshorn. Pisternas sammanlagda längd uppgår till 60 km och betjänas av 13 liftar, vilket gör platsen till ett medelstort schweiziskt skidområde. Längsta nedfarten mäter 2653 meter.
Sedan slutet av 2013 finns en linbaneförbindelse mellan Arosa och Lenzerheide.

### Religion
1493 fick Arosa sin första kyrka, och gick över till den reformerta 1528. Den stora inflyttningen medförde att katolicismenen återigen vann insteg i Arosa, och fick en egen kyrka 1936. 